# Société régionale de transport de Gabès
La Société régionale de transport de Gabès (arabe : الشركة الجهوية للنقل بقابس) ou SOTREGAMES est une entreprise publique tunisienne dont l'activité est d'assurer le transport de voyageurs par autobus dans la région du gouvernorat de Gabès et Kébili.
Elle assure la liaison entre ces régions et d'autres gouvernorats du pays par le biais de lignes quotidiennes régulières.